# IC 5247
IC 5247 је спирална галаксија у сазвјежђу Тукан која се налази на листи објеката дубоког неба у Индекс каталогу.
Деклинација објекта је - 65° 16' 25" а ректасцензија 22h 46m 49,9s. Привидна величина (магнитуда) објекта IC 5247 износи 14,1 а фотографска магнитуда 15,0. IC 5247 је још познат и под ознакама ESO 109-20, PGC 69700.